# Суфлион
Суфли́он (греч. Σουφλίον ή Σουφλί) — малый город в Греции. Расположен на высоте 98 метров над уровнем моря, на правом (западном) берегу реки Эврос (Марица), в 53 километрах к северо-востоку от Александруполиса и в 420 километрах к северо-востоку от Афин. Административный центр одноимённой общины в периферийной единице Эврос в периферии Восточная Македония и Фракия. Население 3837 человек по переписи 2011 года.
По восточной окраине города проходит национальная дорога 51 Арданион — Орестиас.

## История

Шёлковая фабрика Дзивре в Суфлионе

Первое упоминание о Суфлионе в 1667 году принадлежит турецкому путешественнику Эвлия Челеби. В это время Суфлион был большим селом и освобожден от налогообложения. Турецкое название деревни тур. Soufulu, вероятно, происходит от дервишской обители (ханаки). Область Суфлиона была заселена с неолита. Археологические находки относятся к периоду от раннего неолита до могил эллинистического периода. Здесь обитали фракийские племена.
В начале XIX века, в период османского владычества Суфлион был финансовым, политическим и культурным центром богатой провинции, которая включала как западный, так и восточный берега реки Эврос с населением около 60 000 человек. Быстрый рост численности населения связан с ростом шелководства, которое на протяжении многих лет являлось основой экономики области.
В конце XIX и начале XX веков в городе крупные шелковые фабрики создали братья Азария и Паппо Авраам (Αζαρία και Πάππο Αβραάμ) в 1908 году, братья Бохор и Элиезер Дзивре (Μποχώρ και Ελιέζερ Τζίβρε) в 1920 году (крупнейшая фабрика в этом районе) и Панделис Хадзисаввас (Παντελής Χατζησάββας) в 1924 году. В 1954 году братья Эвангелос и Иоаннис Циакирис (Ευάγγελος και Ιωάννης Τσιακίρης) создали свою фабрику, которая работает в настоящее время, в 1967 году создана государственная фабрика. Также развивалось виноделие, ремесла. До 1922 году в селе работали 60 плотников, делавших телеги, и кузнецо, а также четыре паровые мельницы и многочисленными производства кунжутного масла.
После Малоазийской катастрофы 1922—23 годов Восточная Фракия отошла образованной Турецкой республике. Суфлион потерял большую часть своих сельскохозяйственных земель, включая 70 квадратных километров садов шелковицы, единственного съедобного растения для шелкопряда. В то же время шелководство попало под государственный контроль и налогообложение, что привело к постепенному сокращению производства и экспорта шёлка в Европу. Изобретение и распространение искусственного шёлка, наконец, остановило местное шелководство. Четыре шёлковые фабрики и большинство кустарных производств прекратили работу. В настоящее время в Суфлионе есть три рабочих шёлкоткацких станка и сеть розничных магазинов, торгующих шёлковыми изделиями (полный цикл от кокона до готового продукта выполняет только шёлковая фабрика Циакириса). Производство шёлковых коконов в Суфлионе и его окрестностях упало с 800 000 килограммов в 1908 году до 5000 килограммов в 1993 году.

## Музей шёлка
Большинство жителей Суфлиона заняты в кустарном производстве шёлка, здесь находится крупнейший рынок шёлка в Греции. Выращивание шелкопряда и производство шёлка делали регион важным центром Греции в XIX — середине XX века. Музей шёлка в Суфлионе работает с 1990 года и расположен в уникальном особняке врача, учёного и политика Констандиноса Куртидиса (1870—1944). Особняк был построен в 1883 году местными ремесленниками, является замечательным примером местной городской архитектуры и был подарен его дочерью Марией Куртидиc-Пастраc. Музей был вновь открыт после реконструкции в 2009 году.

## Достопримечательности

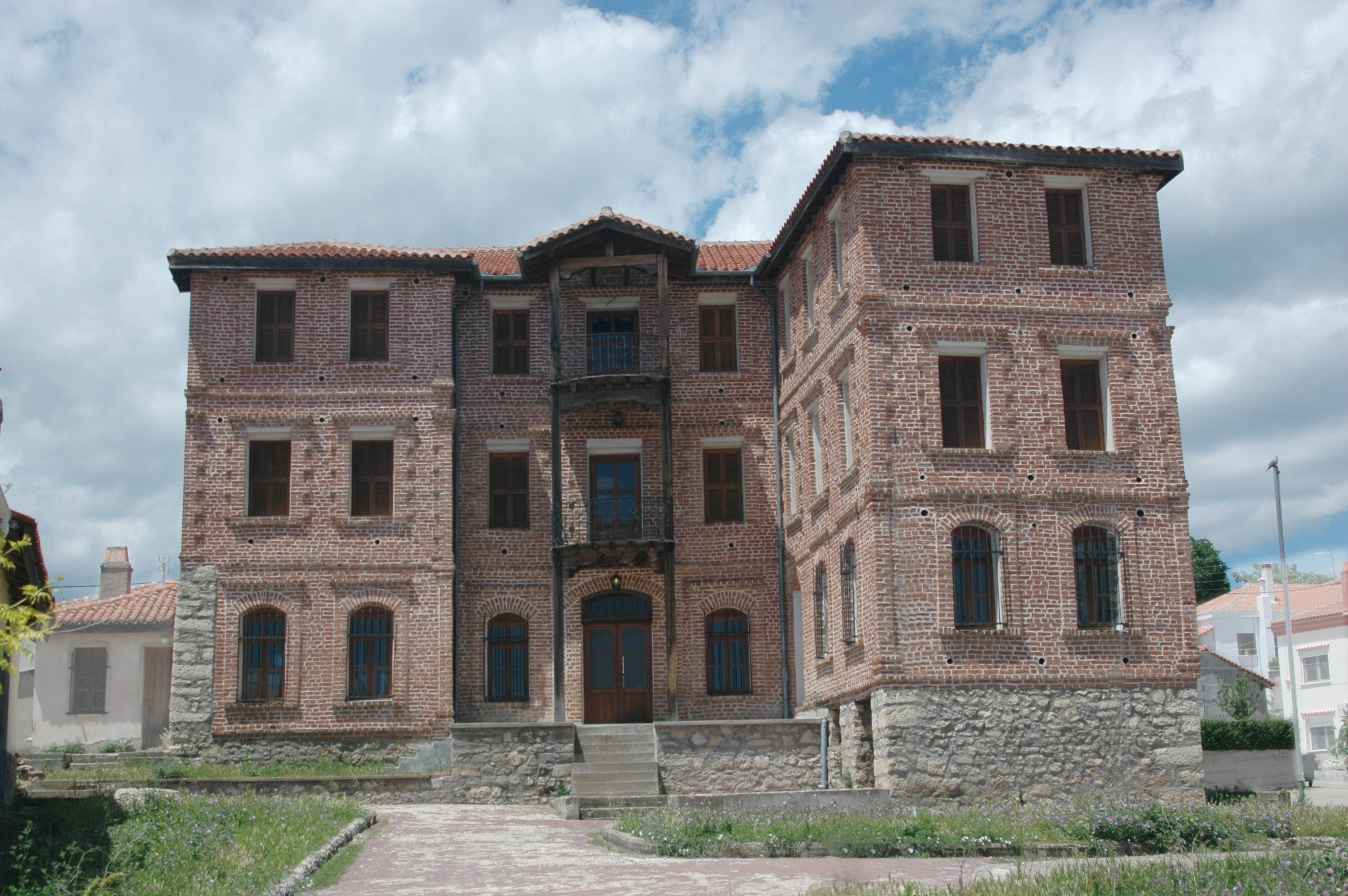
Муниципальный музей в Суфлионе (Особняк Брикаса)

В городе находятся Музей шёлка, Музей искусства шелка (Μουσείο Τέχνης Μεταξιού), Фольклорный музей (Λαογραφικό Μουσείο Σουφλίου Μπουρουλίτη «Τα Γνάφαλα») и Муниципальный музей (Δημοτικό Μουσείο Σουφλίου (Αρχοντικό Μπρίκα)), расположенный в особняке Брикаса, построенном около 1890 года, церковь Святого Георгия (1818, 1854), церковь Святого Афанасия (1840), часовня Пророка Илии, здание бывшей гимназии, построенное в 1870—1880 годах для французской таможни, шёлковая фабрика братьев Дзивре: она была построена в 1909 году братьями Чериано (Ceriano), а с 1920 года была собственностью братьев Бохора и Элиезера Дзивре.

## Сообщество Суфлион
Сообщество Суфлион создано в 1924 году (ΦΕΚ 194Α). В сообщество входят три населённых пункта. Население 4487 жителей по переписи 2011 года. Площадь 160,127 квадратного километра.
| Населённый пункт | Население (2011), человек |
| ---------------- | ------------------------- |
| Сидиро           | 465                       |
| Суфлион          | 3837                      |
| Янули            | 185                       |

## Население
| Год  | Население, человек |
| ---- | ------------------ |
| 1991 | 4580               |
| 2001 | 4357               |
| 2011 | ↘ 3837             |